# Земля Короля Карла
Земля Короля Карла (норв. Kong Karls Land) — группа островов архипелага Шпицберген в Северном Ледовитом океане. Острова, как и архипелаг являются владениями Норвегии. Состоит из 5 островов (Конгсёйа, Свенскёйа, Абелёйа, Хельголандёйа и Тирпитсёйа), общая площадь 332 км².

## География

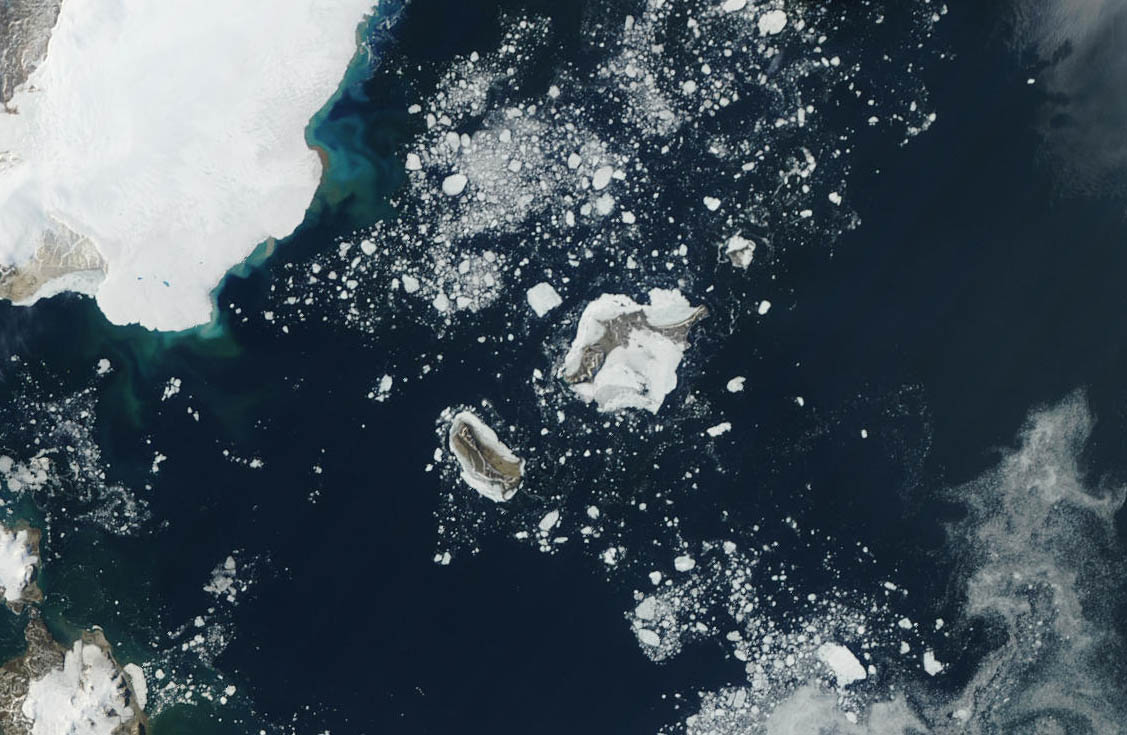

Острова наряду с Северо-Восточной Землей и островом Белый являются частью заповедника Нордауст-Свальбард, основанном для охраны белых медведей. Существует запрет на высадку на островах и нахождение в районе до 500 метров от берега и в воздушном пространстве до 500 метров над землей.

## История
Земля Короля Карла была обнаружена экспедицией Московской компании в 1617 году, вероятно, с высшей точки на острове Баренца.